# Amir Aguid
Amir Aguid (sinh ngày 26 tháng 9 năm 1992) là một cầu thủ bóng đá người Algérie thi đấu cho JSM Skikda ở vị trí hậu vệ.